# Margot Torp
Margot Torp (født 1. december 1944) er en dansk politiker som har repræsenteret Socialdemokraterne i Folketinget 1998-2001 og igen fra 2004-2005. Hun var medlem af regionsrådet i Region Syddanmark i valgperioden 2009-2013, hvor hun var opstillet for Socialdemokraterne i Kolding Kommune. Ved valgperiodens udløb valgte hun at stoppe i politik og genopstillede ikke.

## Biografi (bl.a. fra Folketingets hjemmeside)
Torp, Margot.
Socialdemokratiet. – Folketingsmedlem for Ribe Amtskreds 11. marts 1998-20.nov. 2001 og fra 8. juli 2004. (Indtrådt som afløser for Henrik Dam Kristensen, da denne blev valgt til Europaparlamentet).
Født 1. dec. 1944 i Fredericia, datter af skatterådsformand Asmus Christian Nielsen og Ingrid N.
Realeksamen Egumvejen skole 1961. Læreruddannelse Kolding Seminarium 1962-67.
Folkeskolelærer Bakkeskolen i Kolding 1967-86. Ligestillingskonsulent i AF-Vejleregionen fra 1986.
Formand for Socialdemokratiets ligestillingsudvalg i Vejle Amt 1986-94. Domsmand ved byretten i Kolding fra 1994. Medlem af repræsentantskabet for Kolding Oplands Energiforsyning fra 1994.
Partiets suppleringskandidat i Ribe Amt 1993-94. Partiets kandidat i Ribekredsen fra 1994 frem til valgkredsreformen i 2007, hvor Ribekredsen blev en del af Esbjerg Omegnskredsen.
Siden 2005 har Margot Torp været freelance underviser i fagbevægelsen. Især tværfagligt med undervisning i ligestillingsemner og i HK med undervisning af tillidsvalgte i politiske ideologier.